# Iglesia de San Cipriano (San Cebrián de Mazote)
La iglesia de San Cipriano o de San Cebrián,es un templo mozárabe prerrománico situado en el municipio de San Cebrián de Mazote, en la provincia de Valladolid, España. Se encuentra en el centro de la localidad y es la parroquia de la población, formando parte de la archidiócesis de Valladolid. Se trata de un templo representativo del arte mozárabe del reino de León y constituye el mayor ejemplo conservado de este periodo.
La iglesia data de comienzos del siglo X y está relacionada con el reinado de Ordoño II de León, según un documento del año 952 que menciona su abandono en favor de San Martin de Castañeda. La iglesia perteneció a un monasterio fundado por el abad Martín junto a una comunidad monástica mozárabe procedente de Córdoba en Al-Ándalus.

## Historia

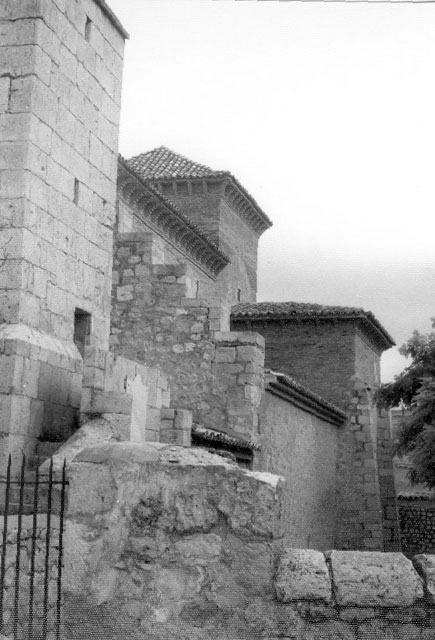
Imagen antigua del exterior la iglesia.

Los orígenes de San Cebrián de Mazote se remontan al siglo VII, cuando en el lugar se alzó una iglesia visigoda, como lo sugiere el perímetro de la planta actual de su templo. En el año 916, según un documento de 952, los monjes mozárabes del monasterio de San Martín de Castañeda repoblaron un lugar llamado Monzoute,identificado con la actual localidad de San Cebrián de Mazote.En este momento se levantó la estructura basilical actual al estilo del arte mozárabe leonés.Durante este período, San Cebrián de Mazote permaneció en relativa tranquilidad, incluso durante las continuas campañas de Almanzor por los territorios circundantes, gracias a su ubicación en un paraje aislado.
En 1230, tras la muerte del rey Alfonso IX, la localidad destacó por ser el primer lugar del reino de León en reconocer como rey a Fernando III, antes de su solemne coronación en Toro.
En siglos posteriores, ya en la época bajomedieval, el Becerro de Pedro I de Castilla registró a San Cebrián de Mazote como parte del señorío de las Dueñas, un convento fundado por la poderosa familia de los Meneses.
Durante el siglo XVI se cubren las naves por una armadura de tirantes, a dos vertientes, que inutiliza el claristorio de las paredes de la nave central. Las últimas reformas del templo se producen en los siglos XVIII y XIX. A finales del siglo XVIII se empiezan a atisbar matices barrocos en el templo, cubriendo el crucero con una cúpula sobre pechinas y la nave central con bóveda de cañón con lunetos. En el siglo XIX se construye la portada con espadaña que se encuentra a los pies del templo.
La antigüedad e importancia artística de esta iglesia comienza a ser conocida a partir del año 1902, cuando Agapito y Revilla y Lampérez trazan los planos y realizan un estudio del conjunto, y entre los estudiosos que se ocuparán del monumento será Gómez-Moreno quien lo adscribe al estilo mozárabe y quien propondrá la forma original del templo, propuesta que será trasladada posteriormente, salvo algunos detalles, a los sucesivos proyectos de restauración.
Durante el periodo de 1932-1934 de la mano el arquitecto Solano se restaura el monumento, interpretando la cabecera e incluyendo el ábside central de planta de herradura, siguiendo unos modelos considerados más genuinos, y dejan sin acabar las bóvedas y el cimborrio, por no tener claro el remate. Durante esta restauración habían rebajado el suelo, descubriendo las basas de las columnas y reconocido la altura original de los muros. Entre 1941 y 1944 se finaliza la restauración, colocando las bóvedas y el cimborrio, y las partes restituidas las construyen con ladrillos para diferenciarlas de las partes originales. La cubierta de la iglesia estaba muy deteriorada y en pocos lugares se podía apreciar su forma original, pero del crucero no quedaba nada, y la reconstrucción se hace siguiendo el modelo de la iglesia de Santiago de Peñalba, utilizado como arquetipo. Las restauraciones de los años 30 y 40 fueron dirigidas por el arquitecto F. Íñiguez.
Durante el año 1990 se realizó la última intervención, dirigida por el arquitecto Salvador Mata, y se realizaron excavaciones llevadas a cabo por J. A. Lecanda. En esas excavaciones aparecieron fragmentos de toba en el espacio circular oeste, cuya talla indica su disposición en una bóveda en cuarto de esfera o de cascarón, o gallonada.

## Arquitectura

### Estructura

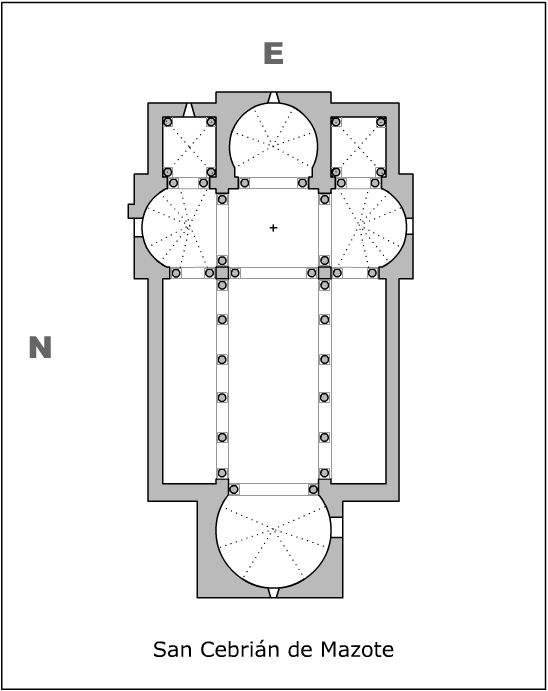
Planta de la iglesia

Iglesia de planta basilical de tres naves, separadas por una arquería de herradura, compuesta por cinco columnas. y otra arquería a modo de crucero, presentando mayor altura la nave central, que se ilumina por ventanas en los muros sobre las naves laterales. La cabecera está formada por tres ábsides cuadrangulares con forma de herradura inscrita, y un cuerpo a modo de nártex al pie de la nave central (se trata de una cabecera recta y tripartita) Las capillas laterales al ábside son cuadradas y no se comunican. Los brazos del transepto acaban en sendas exedras. EL transepto se diferencia del crucero por pilares cuadrados a los que se adosan las columnas. Sus brazos terminan en herradura al interior y son rectos al exterior. Para estas, se emplea sillería en las esquinas y mampostería caliza. Las columnas son reutilizados.
La cubierta presenta una bóveda gallonada en aquellos espacios que tienen planta semicircular; y el crucero descarga sobre arcos formeros. Los ábsides laterales de la cabecera se cubren con bóveda de crucería. Las naves tienen techumbre de madera, la central cubierta a doble agua y las laterales a una sola agua. El ábside, contraábside y brazos del crucero, todos en planta de herradura, se cubren con bóvedas de cinco y nueve husos más un segmento de bóveda que enlaza con la parte anterior del arco de entrada, en los dos primeros, y con ocho husos los del crucero. El abovedamiento no se conserva.
Para la realización de los muros se emplea mampostería local dispuesta a espejo de dos hojas con núcleo de mampuestos menores, sillería romana reutilizada para las esquinas y fragmentos de sillares romanos empleados como ripio en el núcleo del muro.
De todo lo mencionado, poco es original.

### Interior
De su programa escultórico destacan los capiteles, el mayor conjunto que se conserva en una iglesia prerrománica peninsular, y un bajorrelieve figurativo del siglo X, ejemplar excepcional por su rareza.
Los 38 capiteles existentes, de gran diversidad estilística debido a la reutilización de algunas piezas, aparecen emparejados de dos en dos. De la distribución de los capiteles destacan: los cuatro fragmentos idénticos situados a los pies de la iglesia, pertenecientes al siglo VII, la semejanza entre las uniones de las arquerías que separan las naves, datadas en los siglos VIII-IX y los capiteles corintizantes de compleja técnica que soportan el cimborrio y el ábside central, del siglo IV, los elementos más antiguos.
En el bajorrelieve, tallado a bisel, se encuentra representada, a la izquierda, la fachada de un edificio con una gran puerta de herradura en el centro, y a la derecha, dos bustos de personajes, el primero en acción de bendecir, que podría representar a Jesús, y a un santo, a su lado, acompañándolo. Este bajorrelive muestra la influencia de Bizancio en la iconografía, del arte visigodo en la técnica del bisel, y del arte califal en la representación del arco de herradura califal.

## Galería de imágenes

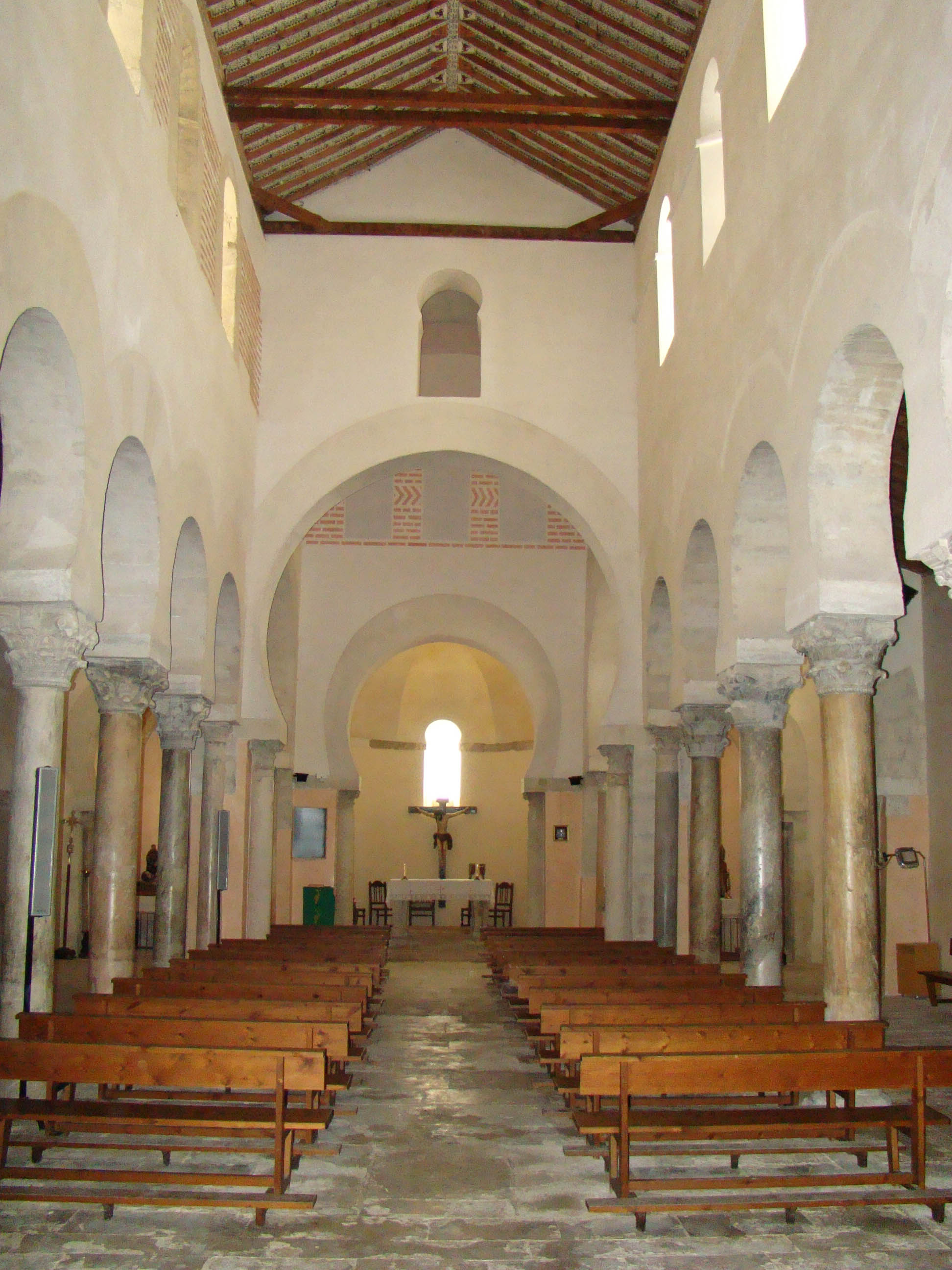
Nave central.
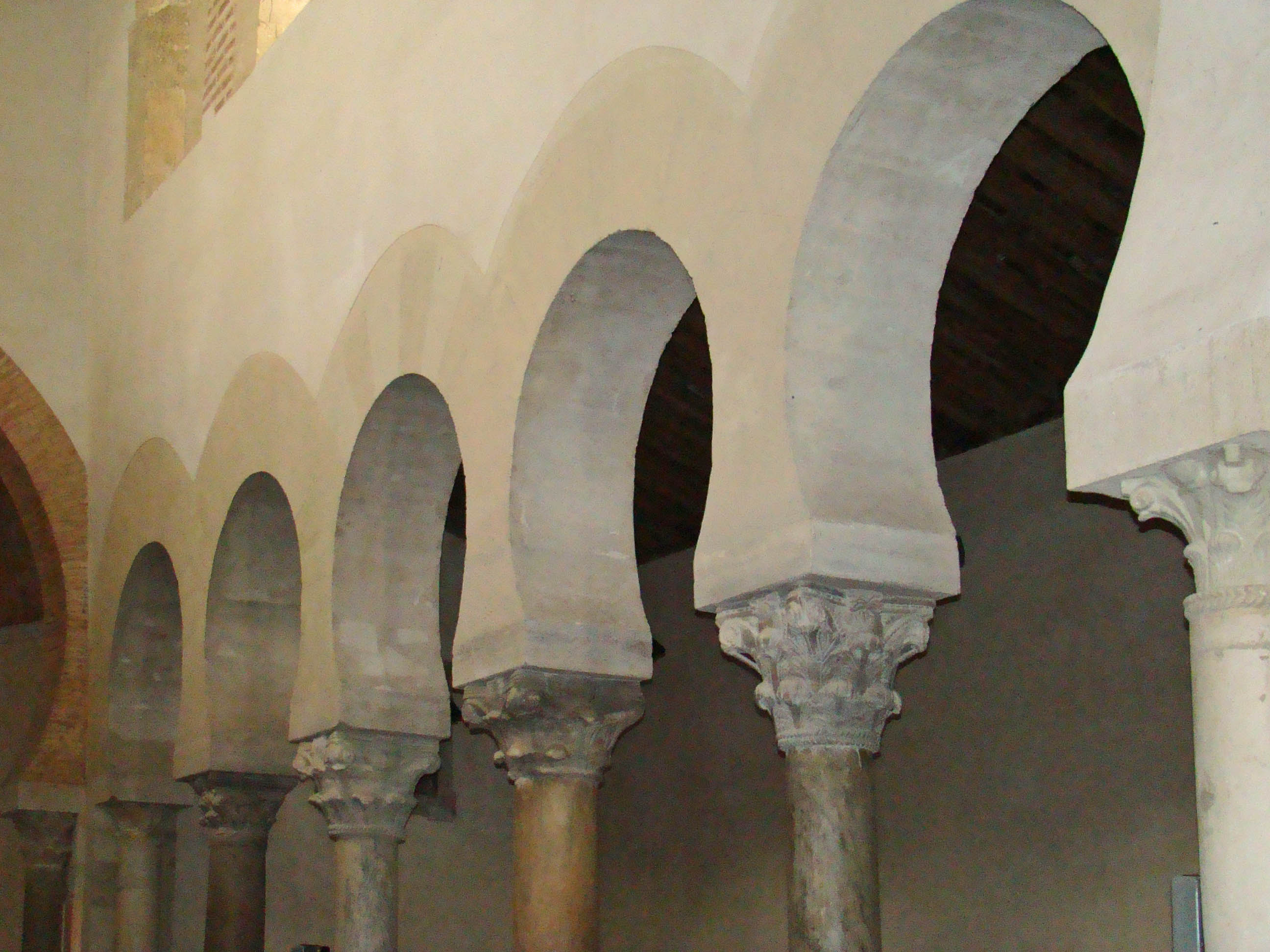
Arcada de separación entre la nave central y una nave lateral.
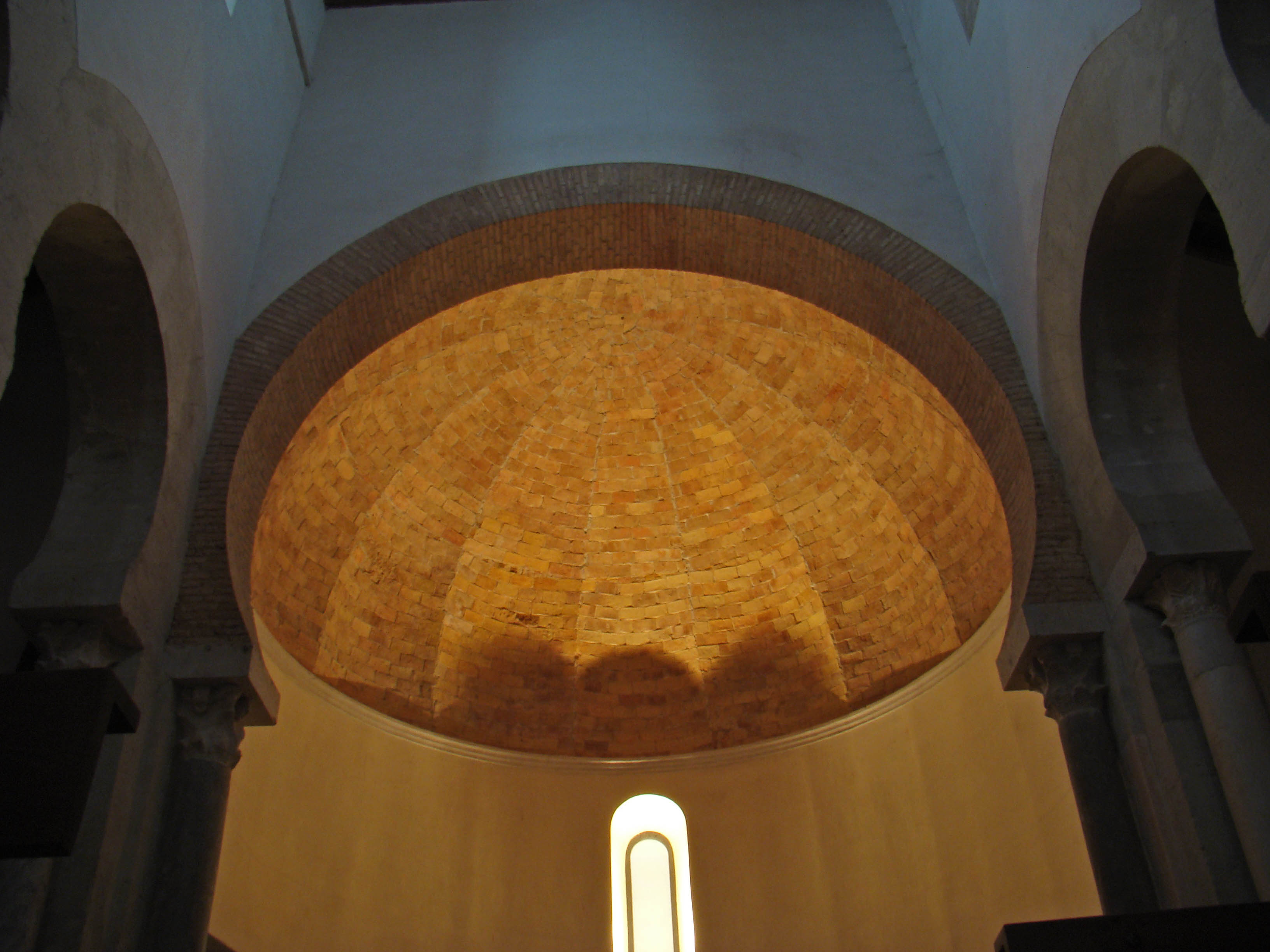
Bóveda.
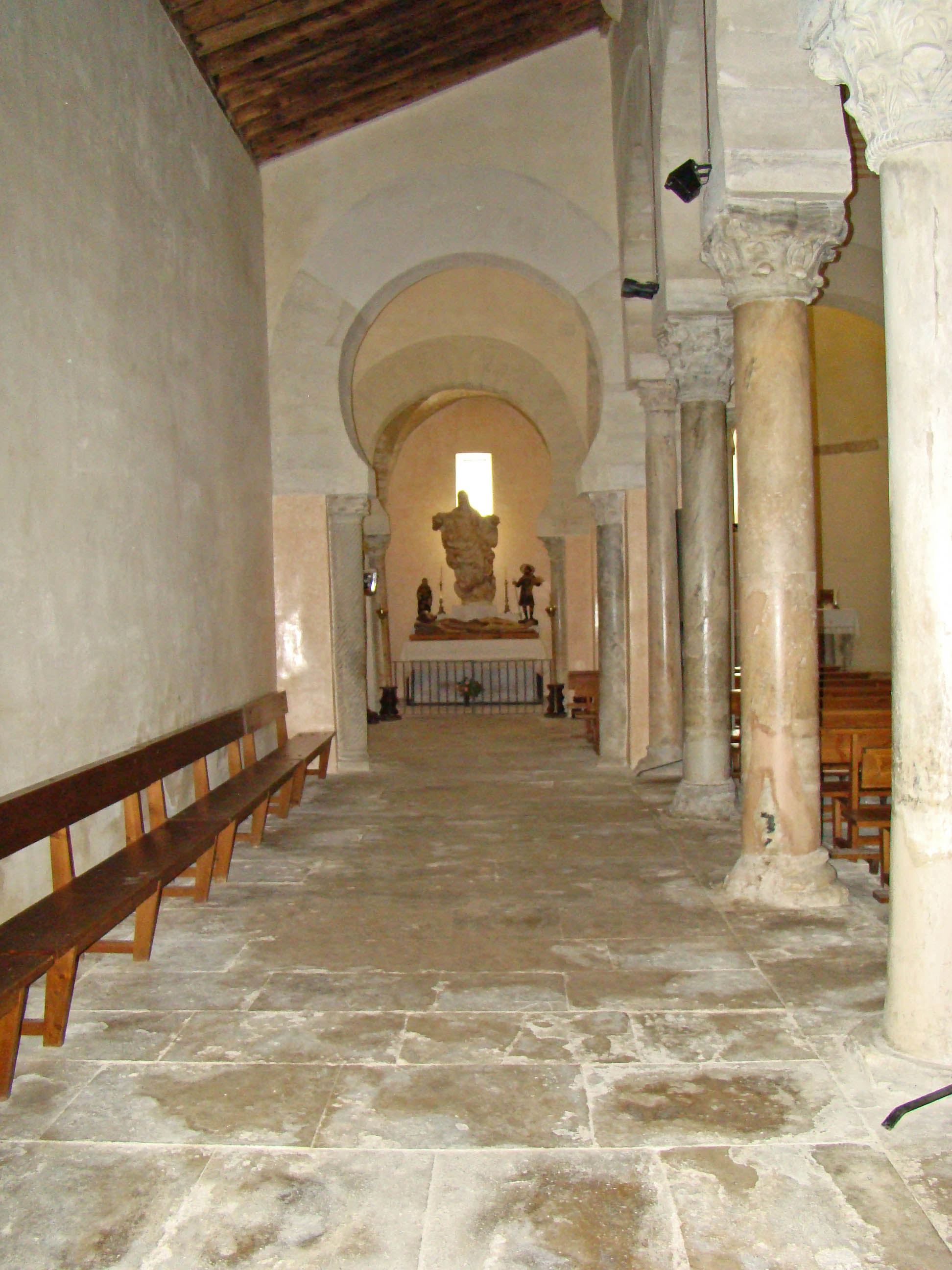
Nave del lado del evangelio.
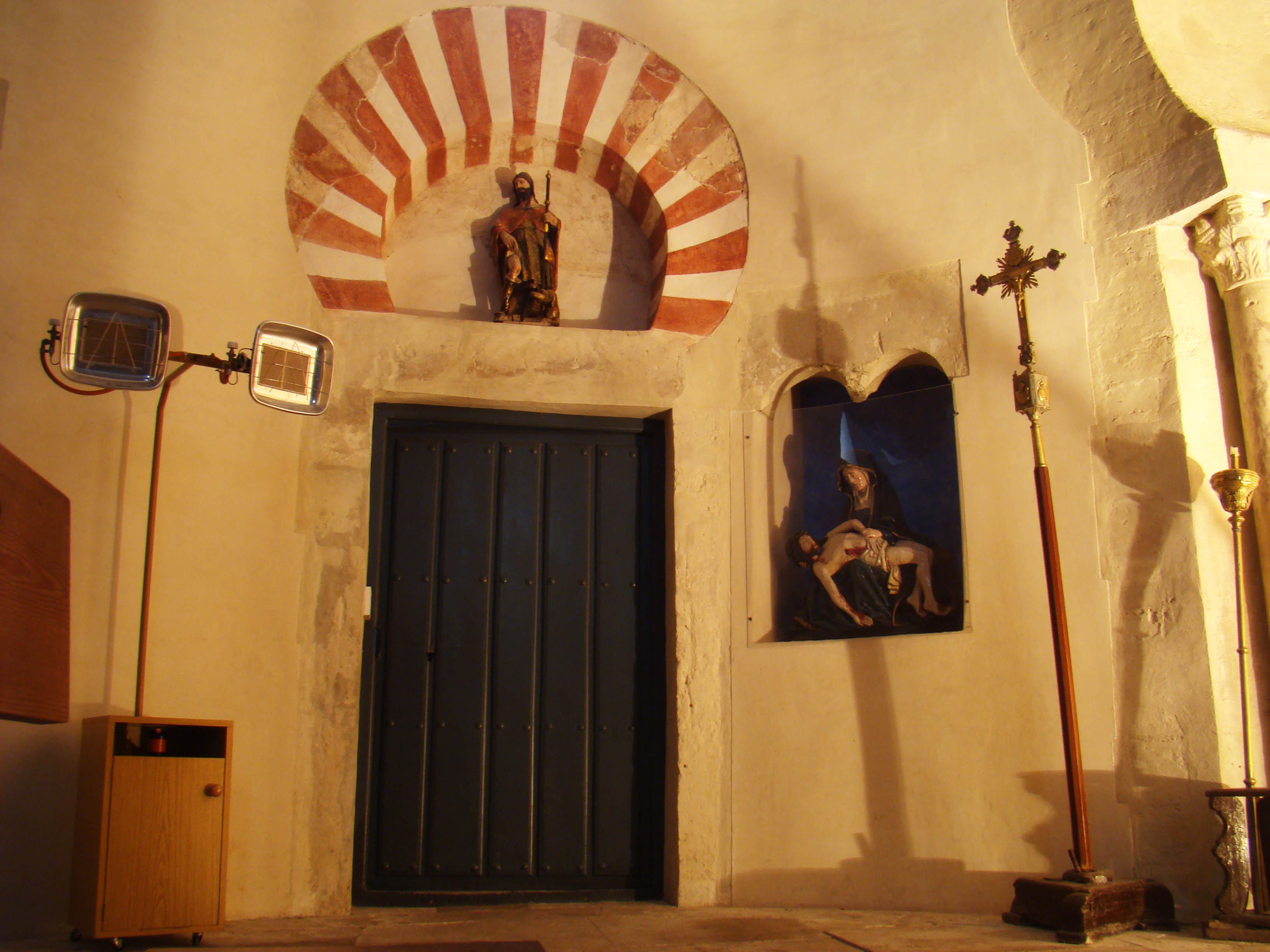
Arco mozárabe.
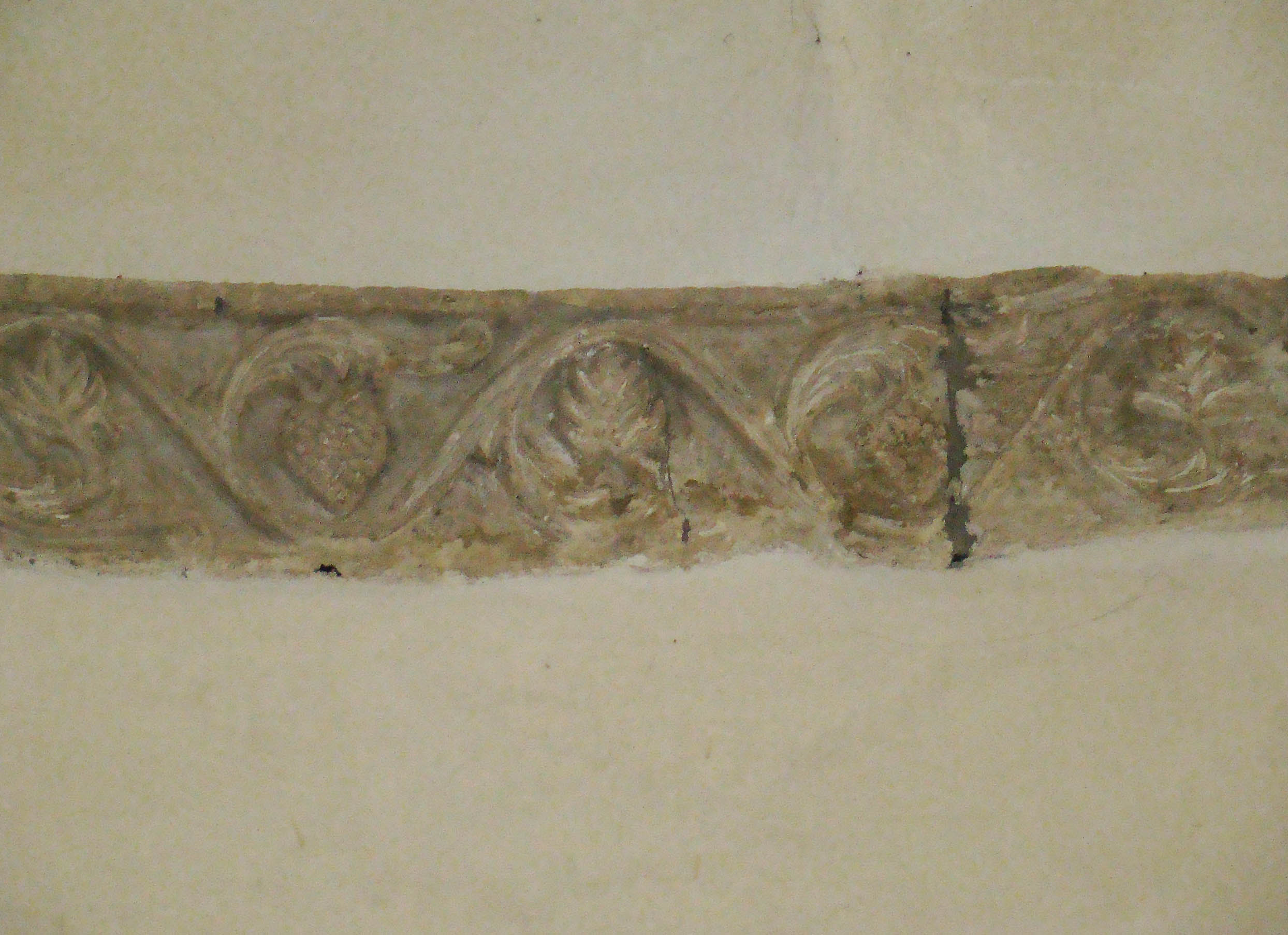
Restos de la decoración original en el ábside central.